# Dicranoptycha elsa
Dicranoptycha elsa är en tvåvingeart som beskrevs av Alexander 1929. Dicranoptycha elsa ingår i släktet Dicranoptycha och familjen småharkrankar. Inga underarter finns listade i Catalogue of Life.